# Calyptotheca heteroavicularia
Calyptotheca heteroavicularia är en mossdjursart som beskrevs av Dumont 1981. Calyptotheca heteroavicularia ingår i släktet Calyptotheca och familjen Parmulariidae. Inga underarter finns listade i Catalogue of Life.